# Xã Fabius, Quận Schuyler, Missouri
Xã Fabius (tiếng Anh: Fabius Township) là một xã thuộc quận Schuyler, tiểu bang Missouri, Hoa Kỳ. Năm 2010, dân số của xã này là 757 người.